# Mysletice
Mysletice (německy Misletitz) jsou obec v okrese Jihlava v Kraji Vysočina. Žije zde 132 obyvatel.

## Název
Jméno vsi vzniklo odvozením od osobního jména Mysleta, jehož starší varianta Myslata byla domáckou podobou některého jména obsahujícího -mysl-, např. Myslibor, Dalemysl. Výchozí tvar Myslatici byl pojmenováním obyvatel vsi a znamenal "Myslatovi lidé". Podoba jména vsi v písemných pramenech: Misleticz (1385), Misleticze (1417), Myslotitz (1678), Mischletitz (1718), Myslotitz (1720), Misletitz (1751), Misletitz a Mysletice (1846), Mysletice (1881, 1924).

## Historie
První písemná zmínka o obci pochází z roku 1378 (de Mysleticz). K roku 1385 je v zemských deskách zaznamenána podoba názvu Misleticz.
V letech 1961–1988 k obci příslušely vesnice Olší a Zadní Vydří.

## Přírodní poměry
Nachází se 6,5 kilometru jihozápadně od Telče. Geomorfologicky je oblast součástí Javořické vrchoviny a jejího podcelku Jihlavské vrchy, v jejichž rámci spadá pod geomorfologický okrsek Mrákotínská sníženina. Průměrná nadmořská výška činí 570 metrů. Nejvyšší bod, Lopata (645 m n. m.), leží severozápadně od obce. Obcí protéká Mysletický potok, východně od Mysletic pak Vyderský potok, na němž se rozkládá Mackův rybník.

## Obyvatelstvo
Podle sčítání 1930 zde žilo v 35 domech 168 obyvatel. 168 obyvatel se hlásilo k československé národnosti. Žilo zde 163 římských katolíků a 5 evangelíků.
| Rok            | 1869 | 1880 | 1890 | 1900 | 1910 | 1921 | 1930 | 1950 | 1961 | 1970 | 1980 | 1991 | 2001 | 2011 | 2021 |
| -------------- | ---- | ---- | ---- | ---- | ---- | ---- | ---- | ---- | ---- | ---- | ---- | ---- | ---- | ---- | ---- |
| Počet obyvatel | 183  | 159  | 165  | 177  | 184  | 183  | 168  | 135  | 122  | 114  | 149  | 120  | 128  | 122  | 118  |
| Počet domů     | 31   | 36   | 34   | 33   | 32   | 32   | 35   | 36   | 30   | 28   | 32   | 34   | 36   | 37   | 34   |

## Obecní správa a politika
Od 1. ledna 1989 do 31. prosince 1991 byla místní částí Telče. Od 1. ledna 1992 je samostatnou obcí.

### Členství ve sdruženích
Mysletice jsou členem mikroregionů Telčsko a Sdružení pro likvidaci komunálního odpadu Borek a místní akční skupiny Mikroregionu Telčsko.

### Zastupitelstvo a starosta
Obec má devítičlenné zastupitelstvo, v jehož čele stojí od listopadu 2018 starostka Jitka Krejčová.
| Období    | Voliči | Účast v % | Mandáty | Výsledky         | Starosta     |
| --------- | ------ | --------- | ------- | ---------------- | ------------ |
| 2002–2006 | 92     | 83,70     | 9       | 5 SNK I 4 SNK Ii | Karel Dolský |
| 2006–2010 | 87     | 78,16     | 9       | 5 SNK 2 4 SNK 1  | Karel Dolský |
| 2010–2014 | 90     | 73,33     | 9       | 5 SNK 1 4 SNK 2  | Karel Dolský |
| 2014–2018 | 93     | 73,12     | 9       | 5 SNK II 4 SNK I | Karel Dolský |

## Hospodářství a doprava
V obci sídlí firmy PVE Profi s.r.o. a Zemědělské družstvo Mysletice, pilařství a prodejna smíšeného zboží. Obcí prochází silnice III. třídy č. 40611 z Řečic do Horní Myslové, č. 40614 z Olší a č. 40621 do Kostelního Vydří. Dopravní obslužnost zajišťují dopravci ČSAD Jindřichův Hradec a Josef Štefl - tour. Autobusy jezdí ve směrech Dačice, Mrákotín, Telč a Borovná. Železniční doprava. Obcí prochází cyklistická trasa č. 5021 z Olší do Kostelní Myslové.

## Školství, kultura a sport
Místní děti dojíždějí do základní školy v Telči. Působí zde Sbor dobrovolných hasičů Mysletice.

## Pamětihodnosti

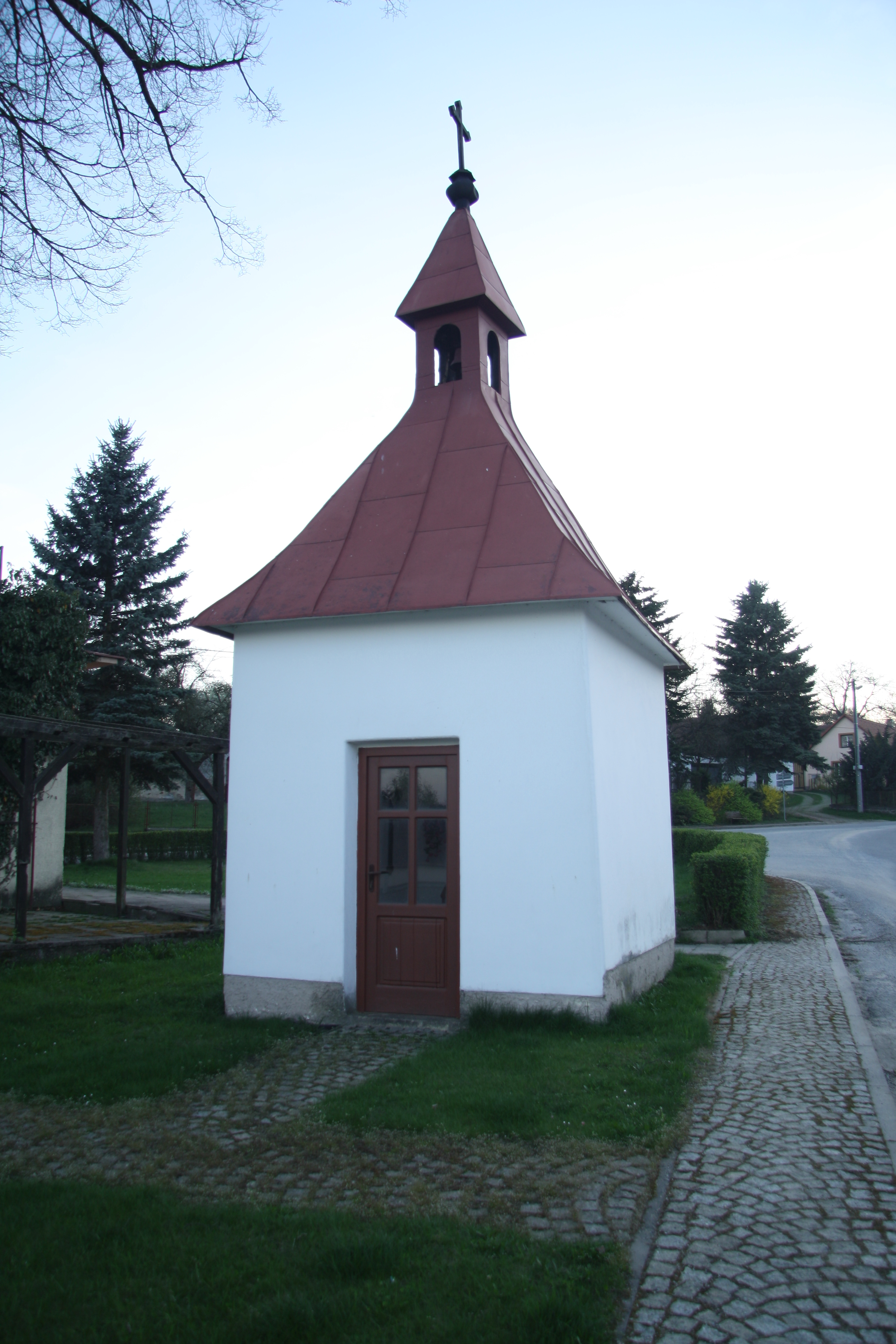
Zvonička na návsi

- Dům čp. 19
- Zvonička na návsi
- Třešňový sad směrem na Olší
- Boží muka u vsi, směrem na Řečici

## Rodáci
- Leopold Škarek, provinciál Tovaryšstva Ježíšova z doby první republiky